# 松本市立奈川小中学校
松本市立奈川小中学校（まつもとしりつ ながわしょうちゅうがっこう）は、長野県松本市奈川（旧奈川村）にある公立小中併設校である。過疎のため小学校と中学校が併設されているが、小中一貫教育は行われていない。
令和6年5月10日現在の小学校の学級数・児童数は、2学級・5名である。2年、3年、5年は在籍者がなく、1年と4年が複式学級。中学校の学級数・生徒数は、2学級・10名で、1年と2年が複式学級。。

## 概要
南安曇郡奈川村立奈川小中学校から平成の大合併により奈川村が松本市に編入されたため松本市立奈川小中学校と改称した。野麦峠のふもとに位置する。
市内西部、奈川地区全域を通学区に抱える。図書館にはカラマツの間伐材を用いた書架やベンチが設置されている。
長野県教育委員会より学校職員に対するへき地手当等の2級に指定されている。
中部北陸自然歩道の旧入山宿（にゅうやまじゅく）にはかつて入山分校として存在していた。

## 沿革
- 1873年（明治6年）- 第二大学区百三十七小学奈川学校が開校[6]。
- 1947年（昭和22年）- 学制改革により西筑摩郡奈川村立奈川小学校に改称、村立奈川中学校開校
- 1948年（昭和23年）
  - 不明 - 小中併設校となる。
  - 6月1日 - 所属郡が西筑摩郡から南安曇郡に変更。
- 1969年（昭和44年）
  - 不明 - 寄合渡分校・入山分校を統合。
  - 11月 - 新校舎移転。校歌（作詞・作曲：岡本敏明）発表会。
- 1972年（昭和47年）- プール竣工。
- 1973年（昭和48年）- 開校100年行事。
- 2005年（平成17年）- 松本市と合併し、松本市立奈川小中学校と改称。
- 2010年（平成22年）- 中学生が制作した「水底の記念写真」が2010年度KWN日本ビデオコンテストで最優秀作品賞を受賞[7]。
- 2012年（平成24年）- 中学3年生が制作した「野麦峠を越えた少女たち」が2012年度KWN日本ビデオコンテストで最優秀作品賞を受賞[8]。

## 交通
- 松本駅からタクシーで60分
- アルピコ交通上高地線新島々駅からタクシーで30分、バスで45分
- 松本インターチェンジから車で45分

## 通学区域
- 松本市[9][10]
  - 奈川（川浦、保平、神谷、寄合渡、曽倉、大平、追平、金原、黒川渡、屋形原、古宿、田ノ萱、入山、奈川高原）